# Ruediger John
Pour les articles homonymes, voir John.
Ruediger John, né le 7 août 1971 à Achern et mort le 11 décembre 2021 à Strasbourg, est un artiste autrichien.
Il crée des travaux de situation, d'installation et d'intervention. Depuis 2000 Ruediger John est enseignant pour différentes universités et académies.

## Travaux et projets (sélection)
- freundlich behauptet - Gespräche über Kunst und Wirtschaft, programme de discours, 2004
- MEHR WERT - Künstler, Unternehmer und Wissenschaftler im Dialog, programme de discours, 2004
- kFP/02 künstlerisches Forschungsprojekt, 2002
- Die Akademie ist keine Akademie, programme de discours, 1999
- extreme all fantasies exploited, (série), 1998
- Speed bumps, (Series), 1997, 1998
- assimilate, 1997
- Series 1, Series 2, Series 3, (série), depuis 1997
- iconic sketches, (série), 1996-1999
- DATA*CODE*MUSIC, 1995
- sequential iteration, (série), 1992-1995
- Kritisch-ästhetisches Coaching und Consulting, depuis 1997
- object vs. objectives, mobile television intervention, hacking an IQ test, scenes behind the scenes, Klavier und Kaviar, 1994-1999